# Silvio Meißner
Silvio Meißner (ur. 19 stycznia 1973 w Halle) piłkarz niemiecki grający na pozycji defensywnego pomocnika.

## Życiorys
Meißner urodził się w mieście Halle i w nim też rozpoczął piłkarską karierę w klubie Post Halle. Grał tam w młodzieżowych drużynach do roku 1985 i wtedy to rozpoczął treningi z SV Merseburg 99, a po 7 latach przeniósł się do Hallescher FC. W 1993 roku Silvio został piłkarzem Chemnitzer FC i 28 lipca zadebiutował w meczu 2. Bundesligi z Wuppertaler SV (0:0). W Chemnitzer grał przez pełne trzy sezony w wyjściowej jedenastce i przez ten okres rozegrał 89 spotkań i zdobył 21 bramek, jednak nie zdołał awansować do pierwszej ligi.
Latem 1996 Meißner przeszedł do beniaminka Bundesligi, Armini Bielefeld. W ekstraklasie Niemiec po raz pierwszy wystąpił w 16 sierpnia w zremisowanym 0:0 wyjazdowym meczu z Borussią Mönchengladbach. W Arminii podobnie jak w Chemnitz miał pewne miejsce w pierwszym składzie, jednak w sezonie 1997/1998 spadł z zespołem z Bielefeld z ligi (pod koniec sezonu doznał złamania nogi na skutek starcia z Andrzejem Juskowiakiem). Sezon 1998/1999 Meißner spędził na drugim froncie, a już w kolejnym z powrotem występował w pierwszej lidze, jednak po raz drugi w karierze przeżył gorycz degradacji.
W 2000 roku Meißner trafił do VfB Stuttgart. Najpierw wspomógł zespół w uniknięciu degradacji, a w sezonie 2002/2003 wywalczył z nim wicemistrzostwo Niemiec. W sezonie 2003/2004 wystąpił z VfB w rozgrywkach Ligi Mistrzów dochodząc do 1/8 finału, a w lidze zajął z zespołem 4. miejsce. W sezonie 2004/2005 zagrał w Pucharze UEFA oraz zakończył sezon na 5. miejscu. W 2006 roku nie osiągnął żadnych sukcesów z VfB, a po przyjściu do klubu trenera Armina Veha stracił miejsce w składzie i po rozegraniu zaledwie jednego spotkania w rundzie jesiennej sezonu 2006/2007 został zimą wypożyczony do drugoligowego 1. FC Kaiserslautern, z którym nie zdołał wywalczyć promocji do pierwszej ligi. Latem 2007 Meißner powrócił do Stuttgartu. W 2008 roku zakończył w nim karierę.
| Sezon   | Klub                   | Kraj   | Rozgrywki     | Mecze | Bramki |
| ------- | ---------------------- | ------ | ------------- | ----- | ------ |
| 1993/94 | Chemnitzer FC          | Niemcy | 2. Bundesliga | 30    | 5      |
| 1994/95 | Chemnitzer FC          | Niemcy | 2. Bundesliga | 30    | 9      |
| 1995/96 | Chemnitzer FC          | Niemcy | 2. Bundesliga | 29    | 7      |
| 1996/97 | Arminia Bielefeld      | Niemcy | Bundesliga    | 33    | 3      |
| 1997/98 | Arminia Bielefeld      | Niemcy | Bundesliga    | 26    | 2      |
| 1998/99 | Arminia Bielefeld      | Niemcy | 2. Bundesliga | 28    | 3      |
| 1999/00 | Arminia Bielefeld      | Niemcy | Bundesliga    | 27    | 5      |
| 2000/01 | VfB Stuttgart          | Niemcy | Bundesliga    | 22    | 0      |
| 2001/02 | VfB Stuttgart          | Niemcy | Bundesliga    | 26    | 8      |
| 2002/03 | VfB Stuttgart          | Niemcy | Bundesliga    | 28    | 4      |
| 2003/04 | VfB Stuttgart          | Niemcy | Bundesliga    | 26    | 4      |
| 2004/05 | VfB Stuttgart          | Niemcy | Bundesliga    | 28    | 9      |
| 2004/05 | VfB Stuttgart amatorzy | Niemcy | Regionalliga  | 1     | 0      |
| 2005/06 | VfB Stuttgart          | Niemcy | Bundesliga    | 25    | 2      |
| 2006/07 | VfB Stuttgart          | Niemcy | Bundesliga    | 1     | 0      |
| 2006/07 | VfB Stuttgart amatorzy | Niemcy | Regionalliga  | 2     | 1      |
| 2006/07 | 1. FC Kaiserslautern   | Niemcy | 2. Bundesliga | 15    | 5      |
| 2007/08 | VfB Stuttgart          | Niemcy | Bundesliga    | 8     | 0      |